# Münzenberger Erbschaft

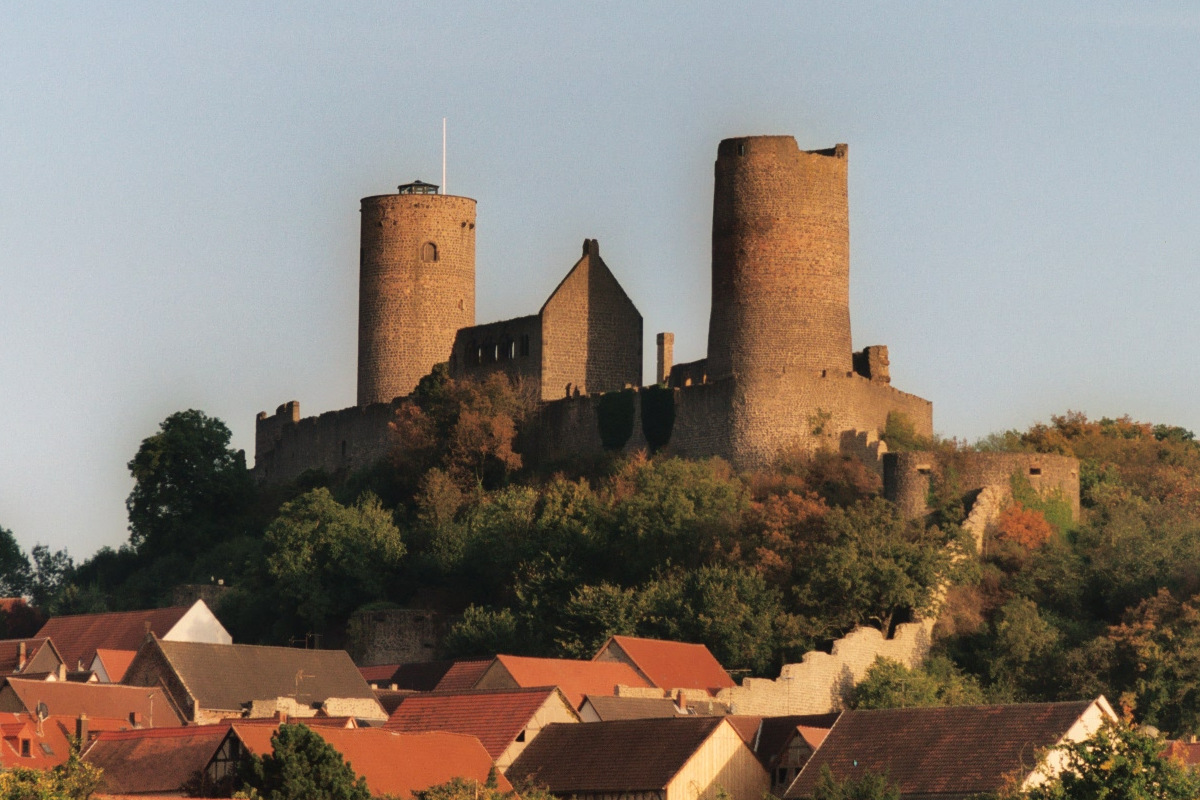
Burg Münzenberg

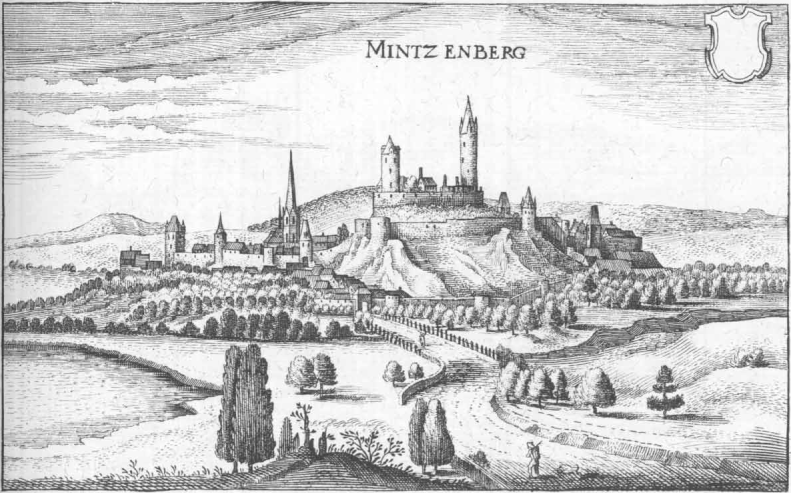
Merian-Stich der Burg Münzenberg

Die Münzenberger Erbschaft war ein für die territoriale Entwicklung des Rhein-Main-Gebietes grundlegendes Ereignis im Hochmittelalter.

## Dynastische Verhältnisse
Nach dem Tod Kunos III. von Hagen-Münzenberg im Jahr 1244 vereinigte dessen Bruder Ulrich II. von Münzenberg das Münzenberger Erbe in einer Hand. Ulrich II. verstarb 1255 ohne erbberechtigte männliche Nachkommen, so dass das reiche Erbe an seine sechs Schwestern fiel, die weltlich geblieben und Adelige geheiratet hatten, die zumeist in der Wetterau begütert waren:
- Adelheid, verheiratet mit Reinhard I. von Hanau
- Isengard, verheiratet mit Philipp I. von Falkenstein
- Mechtild, verheiratet mit Engelhard von Weinsberg
- Irmengard, verheiratet mit Konrad von Weinsberg
- Hedwig, verheiratet mit Heinrich von Pappenheim
- Agnes, verheiratet mit Konrad von Schöneberg
- Die siebte Schwester, Lucardis, wurde dagegen mit dem Kloster Patershausen abgefunden, das für sie als Zisterzienserin neu errichtet und in dem sie Äbtissin wurde.

Ein Teil der Erbschaft wurde unter den verheirateten Schwestern real geteilt. Die Burg Münzenberg und einige wenige Teile der verbleibenden Erbschaft wurde aber nur ideell in sechs gleiche Teile geteilt und gemeinsam als Kondominat verwaltet. Die erste Erbauseinandersetzung beanspruchte drei Jahre.

## Erbe
Das gemeinschaftliche Erbe bestand im Wesentlichen aus dem Amt Münzenberg, der Burg Münzenberg, der Stadt Münzenberg, der „Grafschaft“ Assenheim und der Herrschaft Hagen (Hain in der Dreieich) sowie einigen kleineren Besitzungen und Rechten. Die übrige Erbmasse wurde real geteilt.
In der Erbengemeinschaft kam es sogleich und wiederholt zu Auseinandersetzungen und Vergleichen, so 1258, 1288, 1304, 1364–66 (Falkensteiner Fehde) und 1407 – letzterer unter Mitwirkung des römisch-deutschen Königs Ruprecht.
| Zeitraum  | Herren                               | Herren                                                      | Herren                                                      | Herren                                                      | Herren                                                      | Herren                                                    | Herren                                                    | Herren                                                    | Herren                                      | Bemerkungen |
| 1255–1256 | Adelheid 1/6 ⚭ Reinhard I. von Hanau | Isengard 1/6 ⚭ Philipp I. von Falkenstein                   | Mechthild 1/6 ⚭ Engelhard von Weinsberg                     | Mechthild 1/6 ⚭ Engelhard von Weinsberg                     | Irmengard 1/6 ⚭ Konrad von Weinsberg                        | Irmengard 1/6 ⚭ Konrad von Weinsberg                      | Agnes 1/6 ⚭ Konrad von Schöneberg                         | Hedwig 1/6 ⚭ Heinrich von Pappenheim                      | Hedwig 1/6 ⚭ Heinrich von Pappenheim        | Aufteilung des Erbes auf sechs verheiratete Töchter |
| 1256–1272 | Herrschaft Hanau 1/6                 | Falkenstein 3/6                                             | Falkenstein 3/6                                             | Falkenstein 3/6                                             | Falkenstein 3/6                                             | Falkenstein 3/6                                           | Schöneberg 1/6                                            | Pappenheim 1/6                                            | Pappenheim 1/6                              | Falkenstein erwarb 1256 die beiden Weinsberger Anteile. |
| 1272–1286 | Herrschaft Hanau 1/6                 | Falkenstein 4/6                                             | Falkenstein 4/6                                             | Falkenstein 4/6                                             | Falkenstein 4/6                                             | Falkenstein 4/6                                           | Falkenstein 4/6                                           | Pappenheim 1/6                                            | Pappenheim 1/6                              | Falkenstein erwarb 1272 den Schöneberger Anteil. |
| 1286–1418 | Herrschaft Hanau 1/6                 | Falkenstein 5/6                                             | Falkenstein 5/6                                             | Falkenstein 5/6                                             | Falkenstein 5/6                                             | Falkenstein 5/6                                           | Falkenstein 5/6                                           | Falkenstein 5/6                                           | Falkenstein 5/6                             | Falkenstein erwarb 1286 den Pappenheimer Anteil. |
| 1418–1420 | Herrschaft Hanau 8/48                | Eppstein 20/48                                              | Eppstein 20/48                                              | Eppstein 20/48                                              | Eppstein 20/48                                              | 1418–1420 Solms-Braunfels (ungeteilt) 20/48               | 1418–1420 Solms-Braunfels (ungeteilt) 20/48               | 1418–1420 Solms-Braunfels (ungeteilt) 20/48               | 1418–1420 Solms-Braunfels (ungeteilt) 20/48 | 1418 erloschen die Falkensteiner. Ihr Anteil fiel zu gleichen Teilen an Solms und Eppstein. |
| 1420–1433 | Herrschaft und Grafschaft Hanau 8/48 | Eppstein 20/48                                              | Eppstein 20/48                                              | Eppstein 20/48                                              | Eppstein 20/48                                              | Solms-Braunfels (neuer Zweig)15/48                        | Solms-Braunfels (neuer Zweig)15/48                        | Solms-Braunfels (neuer Zweig)15/48                        | Solms-Lich 5/48                             | Der Solmser Anteil wurde bei der Teilung des Hauses Solms 1420 im Verhältnis 3:1 zwischen den neuen Linien Braunfels und Lich geteilt. |
| 1433–1458 | Grafschaft Hanau 8/48                | 1433–1507 Eppstein-Münzenberg und Eppstein-Königstein 20/48 | 1433–1507 Eppstein-Münzenberg und Eppstein-Königstein 20/48 | 1433–1507 Eppstein-Münzenberg und Eppstein-Königstein 20/48 | 1433–1507 Eppstein-Münzenberg und Eppstein-Königstein 20/48 | Solms-Braunfels 15/48                                     | Solms-Braunfels 15/48                                     | Solms-Braunfels 15/48                                     | Solms-Lich 5/48                             | Das Haus Eppstein teilte sich in zwei Linien. |
| 1458–1507 | Grafschaft Hanau-Münzenberg 8/48     | 1433–1507 Eppstein-Münzenberg und Eppstein-Königstein 20/48 | 1433–1507 Eppstein-Münzenberg und Eppstein-Königstein 20/48 | 1433–1507 Eppstein-Münzenberg und Eppstein-Königstein 20/48 | 1433–1507 Eppstein-Münzenberg und Eppstein-Königstein 20/48 | Solms-Braunfels 15/48                                     | Solms-Braunfels 15/48                                     | Solms-Braunfels 15/48                                     | Solms-Lich 5/48                             | Das Haus Hanau teilte sich 1458 in zwei Linien. Die Münzenberger Anteile kommen an Hanau-Münzenberg. Die andere Linie ist Hanau-Babenhausen, später -Lichtenberg |
| 1507–1535 | Grafschaft Hanau-Münzenberg 8/48     | 1507–1535 Eppstein-Königstein 20/48                         | 1507–1535 Eppstein-Königstein 20/48                         | 1507–1535 Eppstein-Königstein 20/48                         | 1507–1535 Eppstein-Königstein 20/48                         | Solms-Braunfels 15/48                                     | Solms-Braunfels 15/48                                     | Solms-Braunfels 15/48                                     | Solms-Lich 5/48                             | 1507 trat der letzte männliche Vertreter des Zweiges von Eppstein-Münzenberg (erloschen 1522) seine Rechte gegen eine Pension an den Zweig von Eppstein-Königstein (erloschen 1535) ab. |
| 1535–1548 | Grafschaft Hanau-Münzenberg 8/48     | 1535–1581 Stolberg-Königstein 20/48                         | 1535–1581 Stolberg-Königstein 20/48                         | 1535–1581 Stolberg-Königstein 20/48                         | 1535–1581 Stolberg-Königstein 20/48                         | Solms-Braunfels 15/48                                     | Solms-Braunfels 15/48                                     | Solms-Braunfels 15/48                                     | bis 1548 Solms-Lich 5/48                    | Erbe war der Sohn der Schwester des letzten Grafen von Königstein aus dem Hause Eppstein. Die Eppsteiner Anteile kamen an das Haus Stolberg, aus dem zwei Brüder die kurzlebige Linie Stolberg-Königstein 1535–1581 bildeten.                                                               |
| 1548–1581 | Grafschaft Hanau-Münzenberg 8/48     | 1535–1581 Stolberg-Königstein 20/48                         | 1535–1581 Stolberg-Königstein 20/48                         | 1535–1581 Stolberg-Königstein 20/48                         | 1535–1581 Stolberg-Königstein 20/48                         | Solms-Braunfels 15/48                                     | Solms-Braunfels 15/48                                     | Solms-Braunfels 15/48                                     | ab 1548 Solms-Laubach 5/48                  | Die Solmser Linie Lich teilte sich 1548, es entsteht die Linie Laubach |
| 1581–1642 | Grafschaft Hanau-Münzenberg8/48      | Mainz 10/48                                                 | Mainz 10/48                                                 | 1581–1677 Stolberg-Wernigerode10/48                         | 1581–1677 Stolberg-Wernigerode10/48                         | bis 1602 Solms-Braunfels, ab 1602 Solms-Greifenstein15/48 | bis 1602 Solms-Braunfels, ab 1602 Solms-Greifenstein15/48 | bis 1602 Solms-Braunfels, ab 1602 Solms-Greifenstein15/48 | Solms-Laubach 5/48                          | 1581 Mit dem Erlöschen der Linie Stolberg-Königstein besetzte Kurmainz Königstein. Vom Eppsteiner Anteil blieb dem Hause Stolberg nur die Hälfte, die andere hatte Kurmainz als erledigtes Reichslehen kassiert. Vergleich 1590. 1602 teilte sich die Linie Solms-Braunfels in drei Zweige. |
| 1642–1677 | Grafschaft Hanau8/48                 | Mainz 10/48                                                 | Mainz 10/48                                                 | 1581–1677 Stolberg-Wernigerode10/48                         | 1581–1677 Stolberg-Wernigerode10/48                         | bis 1602 Solms-Braunfels, ab 1602 Solms-Greifenstein15/48 | bis 1602 Solms-Braunfels, ab 1602 Solms-Greifenstein15/48 | bis 1602 Solms-Braunfels, ab 1602 Solms-Greifenstein15/48 | Solms-Laubach 5/48                          | 1642 erlischt Hanau-Münzenberg und fällt an Hanau-Lichtenberg, und wird nun als „Grafschaft Hanau“ bezeichnet. |
| 1677–1684 | Grafschaft Hanau 8/48                | Mainz 10/48                                                 | Mainz 10/48                                                 | 1677–1684 Stolberg-Gedern10/48                              | 1677–1684 Stolberg-Gedern10/48                              | Solms-Greifenstein 15/48                                  | Solms-Greifenstein 15/48                                  | Solms-Greifenstein 15/48                                  | Solms-Laubach 5/48                          | Die Linie zu Gedern spaltete sich erst 1677 von Stolberg-Wernigerode ab. |
| 1684–1736 | Grafschaft Hanau 18/48               | Grafschaft Hanau 18/48                                      | Grafschaft Hanau 18/48                                      | Stolberg-Gedern 10/48                                       | Stolberg-Gedern 10/48                                       | Solms-Greifenstein 15/48 ab 1693 Solms-Braunfels          | Solms-Greifenstein 15/48 ab 1693 Solms-Braunfels          | Solms-Greifenstein 15/48 ab 1693 Solms-Braunfels          | Solms-Laubach 5/48                          | 1684 trat Mainz seinen Anteil im Rahmen eines Gebietstausches an Hanau ab. 1693 stirbt Solms-Greifenstein aus, Solms-Braunfels übernimmt. |
| ab 1736   | Landgrafschaft Hessen-Kassel 18/48   | Landgrafschaft Hessen-Kassel 18/48                          | Landgrafschaft Hessen-Kassel 18/48                          | Stolberg-Gedern 10/48                                       | Stolberg-Gedern 10/48                                       | Solms-Braunfels 15/48                                     | Solms-Braunfels 15/48                                     | Solms-Braunfels 15/48                                     | Solms-Laubach 5/48                          | 1736 erbte die Landgrafschaft Hessen-Kassel die Grafschaft Hanau-Münzenberg, siehe hier. Die Grafschaft Hanau-Lichtenberg fiel an Hessen-Darmstadt. |

## Ende
Mit der Mediatisierung des Adels in napoleonischer Zeit verschwand die staatsrechtliche Bedeutung dieser mittelalterlichen Erbteilung. Der überwiegende Teil des Territoriums aus der Münzenberger Erbschaft fiel an den neu formierten Staat Großherzogtum Hessen-Darmstadt.
Das zivilrechtliche Eigentum an der Burg Münzenberg blieb allerdings noch bis in die 1930er Jahre gemeinschaftlich.

## Wappen

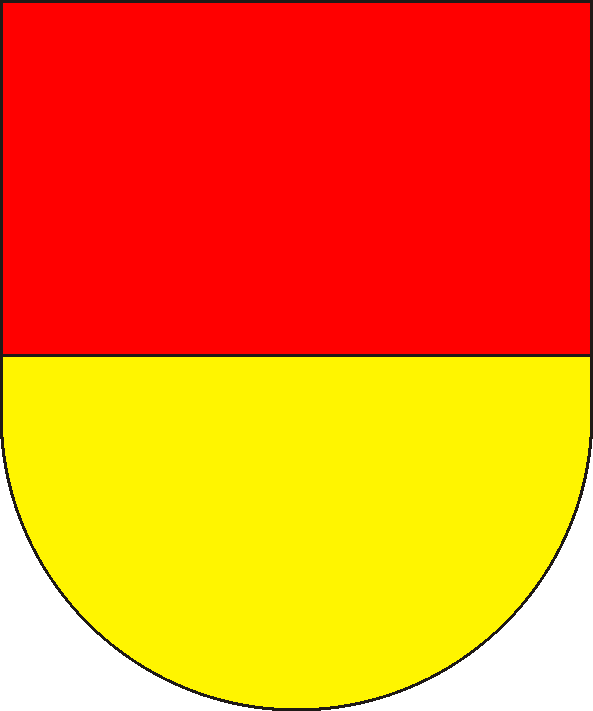
Stammwappen der Herren von Münzenberg
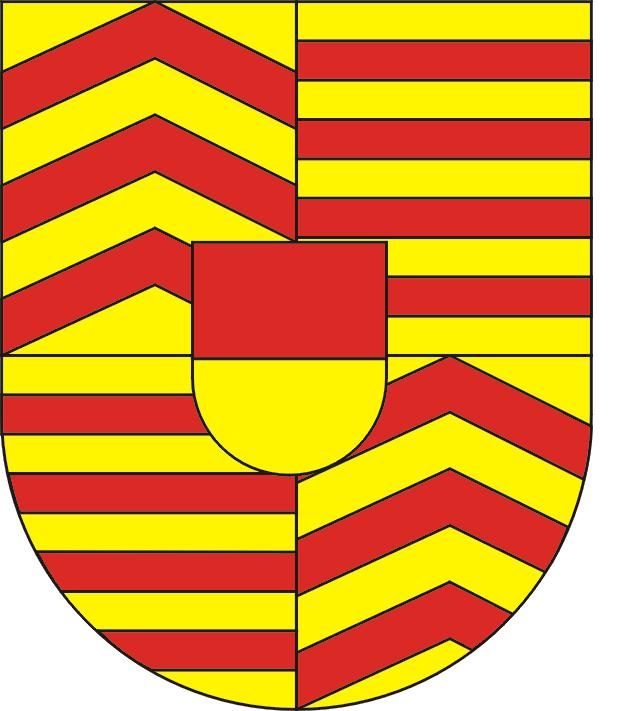
Wappen der Grafen von Hanau-Münzenberg
Wappen der Kurfürsten von Hessen (Hessen-Kassel)
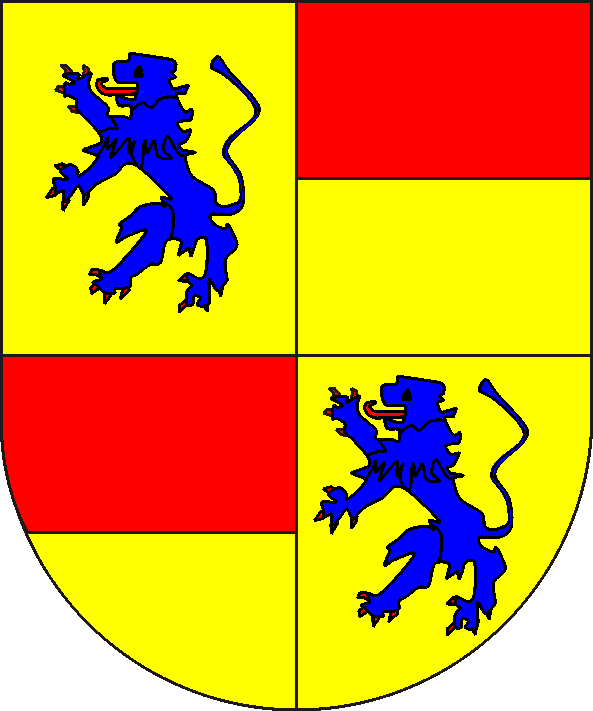
Wappen der Grafen von Solms, Herren zu Münzenberg
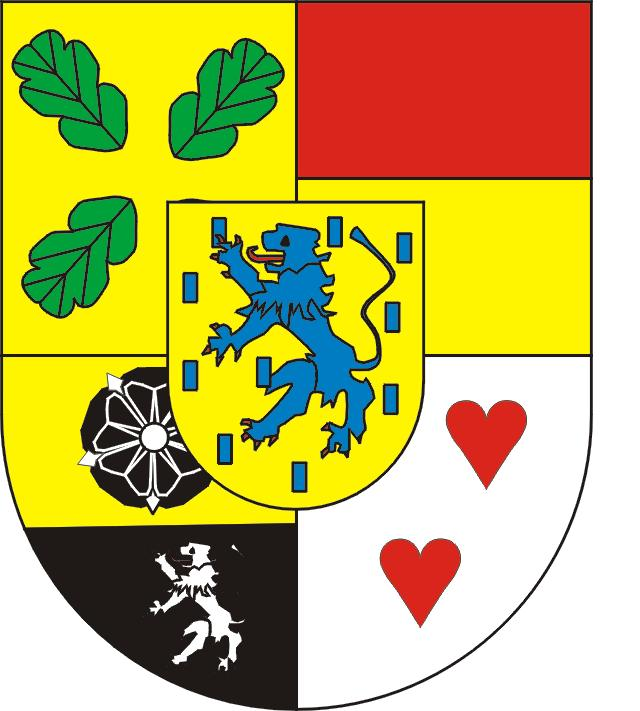
Wappen der Grafen zu Solms-Lich, Herren zu Münzenberg